# Окіпна Раїса Миколаївна
Раї́са Микола́ївна Окіпна (до шлюбу Капшуче́нко; нар. 3 [16] лютого 1914 — пом. 6 листопада 1942) — українська акторка та підпільниця. Прима Київського оперного театру (під час німецької окупації — Grosse Oper Kiew). Під час Другої світової війни була учасницею київського радянського підпілля (в розвідувально-диверсійній групі Івана Кудрі).

## Життєпис

батько Раїси, протоієрей Андріївського собору у місті Києві отець Микола Капшученко, 08.04.1957

Народилася у сім'ї священика Миколи Васильовича Капшученка, який після війни був настоятелем Андріївського собору у Києві, (1889—1959) і Анастасії Павлівни Ковальківської. Дід по батькові, Василь Семенович Капшученко, був старшиною Хотівської волості Київського повіту Київської губернії. Рід Капшученків походить з села Пирогів (із 1957 року — частина Києва) Київського повіту Київської губернії.
В 1930-х, у зв'язку з арештом батька-священика, була виключена з музичного училища.
Працювала артисткою театру у Вінниці, прима Київського оперного театру (під час німецької окупації — Grosse Oper Kiew).
Мешкала на вулиці Чкалова (тепер Олеся Гончара), в будинку № 32.
Під час окупації разом з своєю подругою, майбутьбою агенткою радянської розвідки Євгенією Бремер, врятувала життя і допомогла визволитись з-під варти щонайменше кільком солдатам РСЧА, в тому числі офіцерам з 4 дивізії НКВД, які потрапили в оточення і яких, ймовірно, знала особисто до війни, коли батька викликали на допити. 
Спецпідготовку не проходила, але, ймовірно, після порятунку офіцерів почала співпрацю з підпіллям. Маючи гарний голос і використовуючи свої знайомства з керівними працівниками окупаційної адміністрації, допомагала як звичайним людям, так і підпільникам, з якими була пов'язана. У складі підпільної групи виконувала переважно завдання з постачання, забезпечення діяльності групи і добування інформації (отримання дозволів на переміщення за межі міста та інше). 
Безспосередньої участі у організації зруйнування у 1941 році Хрещатика та Успенського собору Києво-Печерської лаври, як і в інших акціях, які приписують групі Івана Кудрі, ймовірно, не брала. Також сама участь групи у цих подіях піддається сумнівам. За однією із версій, були введені в дію керовані радіоміни, закладені у будівлі ще до початку війни, про існування яких Кудря і члени групи могли не знати. До наслідків діяльності групи відносять підриви комендатури і кінотеатру, повних співробітниками окупаційної адміністрації, хоч основним завданням групи була розвідувальна діяльність. Від підпільників з Києва надходили важливі дані про події в місті, про розміщення і пересування військ, про діяльність Київського і Дарницького залізничних вузлів, про промислові об'єкти і аеродроми тощо.
5 липня 1942 року заарештована Гестапо разом з керівником Іваном Кудрею і кількома членами групи. Після арешту 4 місяці піддавалася знущанням і тортурам, метою яких було викриття радянського підпілля. 
6 листопада 1942 року страчена.

## Вшанування
1965 року в Києві на честь Раїси Окіпної названо вулицю. Приблизно в цей самий час (1961 року) матір Раїси намагалися виселити з квартири, звинувачуючи її в тому, що її донька співпрацювала з німецькими окупантами, жива і мешкає у США.
За матеріалами життєвої історії Окіпної та її товаришів по групі в 1960-х була написана художня книга «Два роки над прірвою» за авторством Віктора Дроздова і Олександра Євсєєва, а 1966 року було знято одноіменну кінострічку.